# Megadim
Megadim (hebrejsky מְגָדִים, v oficiálním přepisu do angličtiny Megadim) je vesnice typu mošav v Izraeli, v Haifském distriktu, v Oblastní radě Chof ha-Karmel.

## Geografie
Leží v nadmořské výšce 15 metrů v hustě osídlené a zemědělsky intenzivně využívané pobřežní nížině, nedaleko úpatí zalesněných svahů pohoří Karmel, ze kterého tu vyúsťuje soutěska a vádí Nachal Mitla (s přítokem Nachal Sfunim) s turisticky a archeologicky významnou jeskyní. Nachal Mitla pak vede podél severního okraje obce, kde ústí do vádí Nachal Megadim, které k vesnici rovněž přichází z Karmelu a obchází ji z jihu a západu. Na mořském břehu tu stojí pahorek Tel Kara'a. Jižně od něj se nalézá podobný pahorek Tel Sachar.
Obec se nachází 1 kilometr od břehu Středozemního moře, cca 74 kilometrů severoseverovýchodně od centra Tel Avivu, cca 10 kilometrů jihojihozápadně od centra Haify a 4 kilometry jihojihozápadně od města Tirat Karmel. Megadim obývají Židé, přičemž osídlení v tomto regionu je převážně židovské.
Megadim je na dopravní síť napojen pomocí dálnice číslo 4. Západně od vesnice rovněž prochází železniční trať z Tel Avivu do Haify, ale není zde zastávka (nejbližší je v Atlit).

## Dějiny
Megadim byl založen v roce 1949. Zakladateli osady byli židovští přistěhovalci ze severní Afriky. Jméno je inspirováno biblickým citátem z Písně písní 4,13 - „Vydáváš vůni jako sad s jablky granátovými, s výtečným ovocem, hennou i nardem“
V poslední době prošla vesnice stavební expanzí, při které vznikla na jejím severním okraji nová obytná čtvrť určená pro rezidenční bydlení, bez vazby na zemědělskou výrobu. Tato nová čtvrť byla založena roku 1995.
Místní ekonomika je založena na zemědělství a rozvíjí se turistický ruch.

## Demografie
Podle údajů z roku 2014 tvořili naprostou většinu obyvatel v Megadim Židé (včetně statistické kategorie "ostatní", která zahrnuje nearabské obyvatele židovského původu ale bez formální příslušnosti k židovskému náboženství).
Jde o menší sídlo vesnického typu s dlouhodobě rychle rostoucí populací. K 31. prosinci 2014 zde žilo 1279 lidí. Během roku 2014 populace stoupla o 2,7 %.
| Rok            | 1961 | 1972 | 1983 | 1995 | 2001 | 2003 | 2004 | 2005 | 2006 | 2007 | 2008 | 2009 | 2010 | 2011 | 2012 | 2013 | 2014 |
| -------------- | ---- | ---- | ---- | ---- | ---- | ---- | ---- | ---- | ---- | ---- | ---- | ---- | ---- | ---- | ---- | ---- | ---- |
| Počet obyvatel | 489  | 423  | 432  | 505  | 696  | 719  | 743  | 763  | 789  | 824  | 882  | 1093 | 1134 | 1145 | 1199 | 1245 | 1279 |